# Xã Cave, Quận Sharp, Arkansas
Xã Cave (tiếng Anh: Cave Township) là một xã thuộc quận Sharp, tiểu bang Arkansas, Hoa Kỳ. Năm 2010, dân số của xã này là 2.611 người.